# Diócesis de Hualien
La diócesis de Hualien (en latín: Dioecesis Hvalienen(sis) y en chino: 天主教花蓮教區) es una circunscripción eclesiástica latina de la Iglesia católica en Taiwán, sufragánea de la arquidiócesis de Taipéi. La diócesis tiene al obispo Philip Huang Chao-ming como su ordinario desde el 19 de noviembre de 2001.

## Territorio y organización
La diócesis tiene 8144 km² y extiende su jurisdicción sobre los fieles católicos de rito latino residentes en los condados de Taitung y de Hualien.
La sede de la diócesis se encuentra en la ciudad de Hualien (o Hwalien), en donde se halla la Catedral de María Auxiliadora.
En 2019 en la diócesis existían 47 parroquias agrupadas en 9 decanatos.

## Historia
La prefectura apostólica de Hwalien fue erigida el 7 de agosto de 1952 con la bula Ad Christi regnum del papa Pío XII, obteniendo el territorio de la diócesis de Kaohsiung y de la prefectura apostólica de Taipéi (hoy arquidiócesis).
El 1 de marzo de 1963 la prefectura apostólica fue elevada a diócesis con la bula Apostolica praefectura del papa Juan XXIII.

## Estadísticas
De acuerdo al Anuario Pontificio 2020 la diócesis tenía a fines de 2019 un total de 56 401 fieles bautizados.
| Año                                                                             | Población            | Población | Población      | Sacerdotes | Sacerdotes    | Sacerdotes    | Bautizados por sacerdote | Diáconos permanentes | Religiosos | Religiosos | Parroquias |
| Año                                                                             | Bautizados católicos | Total     | % de católicos | Total      | Clero secular | Clero regular | Bautizados por sacerdote | Diáconos permanentes | Varones    | Mujeres    | Parroquias |
| ------------------------------------------------------------------------------- | -------------------- | --------- | -------------- | ---------- | ------------- | ------------- | ------------------------ | -------------------- | ---------- | ---------- | ---------- |
| 1969                                                                            | 57 658               | 597 051   | 9.7            | 77         | 5             | 72            | 748                      |                      | 77         | 82         | 42         |
| 1980                                                                            | 53 326               | 653 000   | 8.2            | 66         | 12            | 54            | 807                      |                      | 58         | 113        | 45         |
| 1990                                                                            | 57 810               | 622 746   | 9.3            | 55         | 20            | 35            | 1051                     |                      | 39         | 111        | 44         |
| 1999                                                                            | 58 314               | 606 538   | 9.6            | 48         | 21            | 27            | 1214                     |                      | 29         | 87         | 45         |
| 2000                                                                            | 55 454               | 603 487   | 9.2            | 48         | 35            | 13            | 1155                     |                      | 15         | 100        | 45         |
| 2001                                                                            | 55 649               | 598 942   | 9.3            | 50         | 37            | 13            | 1112                     |                      | 15         | 79         | 45         |
| 2002                                                                            | 56 057               | 597 751   | 9.4            | 50         | 37            | 13            | 1121                     | 1                    | 15         | 89         | 45         |
| 2003                                                                            | 56 262               | 596 766   | 9.4            | 64         | 52            | 12            | 879                      |                      | 15         | 89         | 52         |
| 2004                                                                            | 56 327               | 595 111   | 9.5            | 54         | 26            | 28            | 1043                     |                      | 31         | 89         | 54         |
| 2006                                                                            | 56 810               | 586 241   | 9.7            | 54         | 43            | 11            | 1052                     |                      | 13         | 99         | 56         |
| 2013                                                                            | 56 844               | 561 442   | 10.1           | 42         | 36            | 6             | 1353                     |                      | 8          | 92         | 47         |
| 2016                                                                            | 56 567               | 553 919   | 10.2           | 43         | 37            | 6             | 1315                     |                      | 8          | 86         | 47         |
| 2019                                                                            | 56 401               | 548 870   | 10.3           | 44         | 33            | 11            | 1281                     |                      | 12         | 83         | 47         |
| Fuente: Catholic-Hierarchy, que a su vez toma los datos del Anuario Pontificio. |                      |           |                |            |               |               |                          |                      |            |            |            |

## Episcopologio
- Sede vacante (1952-1974)

- Matthew Kia Yen-wen † (14 de diciembre de 1974-15 de noviembre de 1978 nombrado arzobispo de Taipéi)
- Paul Shan Kuo-hsi, S.I. † (15 de noviembre de 1979-4 de marzo de 1991 nombrado obispo de Kaohsiung)
- Andrew Tsien Chih-ch'un † (23 de enero de 1992-19 de noviembre de 2001 retirado)
- Philip Huang Chao-ming, desde el 19 de noviembre de 2001